# Mon meilleur ami (série télévisée)
 Mon meilleur ami est une mini-série québécoise en cinq épisodes de 42 minutes créée par Benoit Chartier, Carole Diodati et Marcel Jean, et diffusée du 27 mars, au 24 avril 2013 à Séries+.
La série a été diffusée à partir du 18 mars 2015 sur TV5 Monde.

## Fiche technique
- Réalisation : Francis Leclerc[4]
- Scénariste : Benoit Chartier
- Producteur : Diane England
- Société de production : Zone 3
- Lieu de tournage : Institut de réadaptation Gingras-Lindsay-de-Montréal[5]

## Distribution
- Claude Legault : Alex Daoust
- David La Haye : Simon Gauvin
- Catherine Sénart : Maryse Ramsay
- Mélissa Désormeaux-Poulin : Ève
- Jean-Nicolas Verreault : David
- Guy Thauvette : Jean-Pierre Ramsay
- Louise Laparé : Louise
- Louisette Dussault : Micheline
- Kathleen Fortin : Hélène
- Aurélia Arandi Longpré : Jessie
- Mathias Roussier : Samuel
- Catherine Paré : Mélissa
- Pierre-Luc Fontaine : Alain
- Joël Lemay : André
- Debbie Lynch-White : Infirmière
- Stéphan Allard : Jean-Luc
- Luc St-Denis : Restaurateur
- Michel Laperrière : Directeur du centre
- Dany Michaud : Thérapeute
- Sonia Vigneault : Julie
- Marie-Hélène Racicot : Josée
- Lili Wexu : Réceptionniste bureau
- Frédéric Gilles : Saletti

## Accueil
Le premier épisode a été vu par 507 000 téléspectateurs.
La série a été bien accueillie par la presse française lors de sa diffusion en 2015.

## Récompenses
- 2013 – Prix Gémeaux du meilleur premier rôle masculin dramatique : Claude Legault